# 1577 az irodalomban

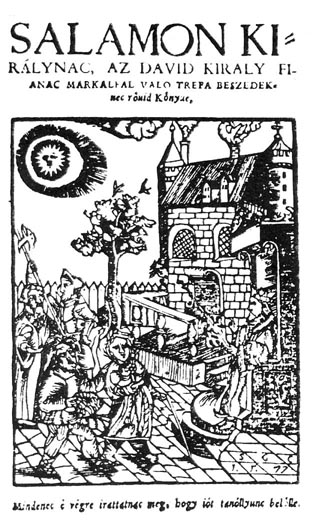
A Salamon és Markalf második kiadásának címlapja

Az 1577. év az irodalomban.

## Új művek
- A Salamon és Markalf, teljes magyar címén: Salamon királynak, az Dávid király fiának Markalffal való tréfabeszédének rövid könyve első ismert kiadása (Heltai Gáspár kolozsvári nyomdája).

## Halálozások
- március 6. – Rémy Belleau francia reneszánsz költő, Pierre de Ronsard mellett a Pléiade költői csoport egyik vezéralakja (* 1528)